# Designação de Bayer

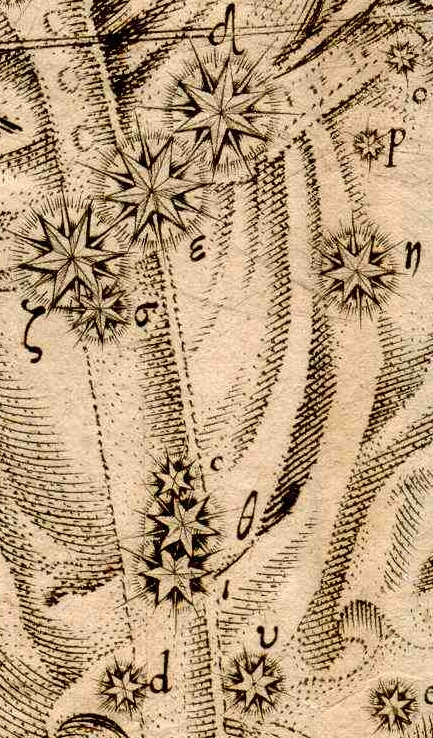
Detalhe do gráfico de Bayer para Orion mostrando as estrelas do cinturão e a região da Nebulosa de Órion, com rótulos de letras gregas e latinas visíveis

Uma designação de Bayer é uma designação estelar na qual uma estrela específica é identificada por uma letra grega ou latina seguida pela forma genitiva do nome em latim de sua constelação parental. A lista original de designações de Bayer continha 1.564 estrelas. As estrelas mais brilhantes receberam seus primeiros nomes sistemáticos pelo astrônomo alemão Johann Bayer em 1603, em seu atlas Uranometria. Bayer catalogou apenas algumas estrelas muito ao sul para serem vistas da Alemanha, mas astrônomos posteriores (incluindo Nicolas-Louis de Lacaille e Benjamin Apthorp Gould) complementaram o catálogo de Bayer com entradas para constelações do sul.

## Esquema
Johann Bayer atribuiu uma letra grega minúscula (alpha (α), beta (β), gamma (γ), etc.) ou uma letra latina (A, b, c, etc.) para cada estrela que catalogou, combinada com o nome latino da constelação parental da estrela na forma genitiva (possessiva). O nome da constelação é frequentemente abreviado para a forma padrão de três letras. Por exemplo, Aldebarã na constelação de Taurus (Touro) é designado α Tauri (abreviado α Tau, pronuncia-se Alpha Tauri), que significa "Alfa do Touro".
Bayer usou letras gregas para as estrelas mais brilhantes, mas o alfabeto grego tem apenas vinte e quatro letras, enquanto uma única constelação pode conter cinquenta ou mais estrelas visíveis a olho nu. Quando as letras gregas acabaram, Bayer continuou com as letras latinas: maiúscula A, seguida da minúscula b até z (omitindo j e v, mas o foi incluído), para um total de outras 24 letras.
Bayer não rotulou estrelas "permanentes" com letras maiúsculas (exceto para A, que ele usou em vez de a para evitar confusão com α). No entanto, várias estrelas nas constelações do sul têm designações de letras maiúsculas, como B Centauri e G Scorpii. Essas cartas foram atribuídas por astrônomos posteriores, notavelmente Nicolas-Louis de Lacaille em seu Coelum Australe Stelliferum e Benjamin Apthorp Gould em seu Uranometria Argentina. Lacaille seguiu o uso de letras gregas por Bayer, mas isso foi insuficiente para muitas constelações. Ele usou primeiro as letras minúsculas, começando com a e, se necessário, as letras maiúsculas, começando com A, desviando-se um pouco da prática de Bayer. Lacaille usou o alfabeto latino três vezes na grande constelação de Argo Navis, uma vez para cada uma das três áreas que agora são as constelações de Carina, Puppis e Vela. Isso ainda era insuficiente para o número de estrelas, então ele também usou letras latinas maiúsculas, como N Velorum e Q Puppis. Lacaille atribuiu letras maiúsculas entre R e Z em várias constelações, mas essas letras foram descartadas para permitir a atribuição dessas letras a estrelas variáveis ou na verdade passaram a ser variáveis.

## Ordem por classe de magnitude
Na maioria das constelações, Johann Bayer atribuiu letras gregas e latinas às estrelas dentro de uma constelação em ordem aproximada de brilho aparente, da mais brilhante à mais escura. Como a estrela mais brilhante na maioria das constelações é designada Alpha (α), muitas pessoas presumem que a Bayer pretendia ordenar as estrelas exclusivamente pelo brilho. Na época de Bayer, no entanto, o brilho estelar não podia ser medido com precisão. As estrelas eram tradicionalmente atribuídas a uma das seis classes de magnitude (a mais brilhante à primeira magnitude, a mais escura à sexta), e Bayer normalmente ordenava estrelas dentro de uma constelação por classe: todas as estrelas de primeira magnitude, seguidas por todas as estrelas de segunda magnitude e assim por diante. Dentro de cada classe de magnitude, Bayer não fez nenhuma tentativa de organizar as estrelas por brilho relativo. Como resultado, a estrela mais brilhante de cada classe nem sempre era listada em primeiro lugar na ordem de Bayer.
Além disso, Bayer nem sempre seguiu a regra da classe de magnitude; ele às vezes atribuía letras às estrelas de acordo com sua localização dentro de uma constelação, ou a ordem de sua ascensão, ou com detalhes históricos ou mitológicos. Ocasionalmente, a ordem parece bastante arbitrária.
Das 88 constelações modernas, há pelo menos 30 nas quais "Alpha" não é a estrela mais brilhante, e quatro delas não possuem nenhuma estrela alpha. As constelações sem estrela designada como alpha incluem Vela e Puppis, ambas anteriormente parte de Argo Navis, cujas estrelas de letras gregas foram divididas entre três constelações. α Arg é Canopus e foi movido para a constelação moderna de Carina.

## Orion como exemplo
Em Orion, Johann Bayer primeiro designou Betelgeuse e Rígel, as duas estrelas de primeira magnitude (aquelas de magnitude 1.5 ou menos), como Alpha e Beta de norte a sul, com Betelgeuse (o ombro) vindo à frente de Rígel (o pé), mesmo embora Rígel seja geralmente o mais brilhante. (Betelgeuse é uma estrela variável e pode, no máximo, ocasionalmente ofuscar Rígel). Bayer então repetiu o procedimento para as estrelas de segunda magnitude, rotulando-as de gamma a zeta na ordem "de cima para baixo" (norte-sul). Até letras latinas p foram usadas para estrelas de sexta magnitude.

Mapa da constelação de Orion

| Designação de Bayer | Classe Bayer | Magnitude aparente | Nome próprio        |
| ------------------- | ------------ | ------------------ | ------------------- |
| α Orionis           | Primeira     | 0.45               | Betelgeuse          |
| β Orionis           | Primeira     | 0.18               | Rígel               |
| γ Orionis           | Segunda      | 1.64               | Bellatrix           |
| δ Orionis           | Segunda      | 2.23               | Mintaka             |
| ε Orionis           | Segunda      | 1.69               | Alnilam             |
| ζ Orionis           | Segunda      | 1.70               | Alnitak             |
| η Orionis           | Terceira     | 3.42               |                     |
| θ Orionis           | Terceira     |                    | (Nebulosa de Órion) |
| ι Orionis           | Terceira     | 2.77               | Hatysa              |
| κ Orionis           | Terceira     | 2.07               | Saiph               |

## Rótulos diversos de Bayer
Embora Johann Bayer não tenha usado letras latinas maiúsculas (exceto A) para "estrelas fixas", ele as usou para rotular outros itens mostrados em seus gráficos, como constelações vizinhas, "estrelas temporárias", diversos objetos astronômicos ou linhas de referência como o Trópico de Câncer.:p. 131 Em Cygnus, por exemplo, as estrelas fixas da Bayer vão de g e neste gráfico, Bayer emprega de H a P como rótulos diversos, principalmente para constelações vizinhas. Bayer não pretendia usar rótulos como designações de catálogo, mas alguns sobreviveram para se referir a objetos astronômicos: P Cygni, por exemplo, ainda é usado como uma designação para Nova Cyg 1600. A estrela de Tycho (SN 1572), outra "estrela temporária", aparece como B Cassiopeiae. Em gráficos de constelações que não esgotavam as letras gregas, Bayer às vezes também usava as letras gregas que sobraram para rótulos diversos.:p. 131

## Designações revisadas
Ptolomeu designou quatro estrelas como "estrelas da fronteira", cada uma compartilhada por duas constelações: Alpheratz (Andromeda e Pegasus), Elnath (Taurus e Auriga), Nu Boötis (Boötes e Hercules) e Fomalhaut (Piscis Austrinus e Aquarius).:p. 23 Johann Bayer atribuiu às três primeiras estrelas uma letra grega de ambas as constelações: Alpha Andromedae = Delta Pegasi, Beta Tauri = Gamma Aurigae e Nu Boötis = Psi Herculis. (Ele catalogou Fomalhaut apenas uma vez, como Alpha Piscis Austrini). Quando a União Astronômica Internacional (IAU) atribuiu limites definidos às constelações em 1930, declarou que estrelas e outros objetos celestes podem pertencer a apenas uma constelação. Consequentemente, a segunda designação redundante em cada par acima caiu em desuso.
Bayer atribuiu nomes duplicados de duas estrelas por engano: Xi Arietis (duplicado como Psi Ceti) e Kappa Ceti (duplicado como g Tauri). Ele os corrigiu em um atlas posterior, e os nomes duplicados não eram mais usados.:p. 23
Outros casos de múltiplas designações de Bayer surgiram quando estrelas nomeadas por Bayer em uma constelação foram transferidas por astrônomos posteriores para uma constelação diferente. Bayer Gamma e Omicron Scorpii, por exemplo, foram posteriormente transferidos de Scorpius para Libra e receberam os novos nomes Sigma Librae e Upsilon Librae.:p. 196 (Para aumentar a confusão, a estrela agora conhecida como Omicron Scorpii não foi nomeada pelo Bayer, mas recebeu a designação de Scorpii (latino 'o' minúsculo) por Lacaille, que astrônomos posteriores interpretaram erroneamente como omicron, uma vez que o omicron de Bayer foi transferido para Libra).:p. 278
Algumas estrelas não estão mais (de acordo com os limites das constelações modernas) dentro da constelação que lhes deu o nome. O movimento próprio de Rho Aquilae, por exemplo, levou-o através da fronteira para Delphinus em 1992.
Outra complicação é o uso de sobrescritos numéricos para distinguir estrelas vizinhas que Bayer (ou um astrônomo posterior) rotulou com uma letra comum. Normalmente, estas são estrelas duplas (principalmente duplas ópticas em vez de verdadeiras estrelas binárias), mas existem algumas exceções, como a cadeia de estrelas π1, π2, π3, π4, π5 e π6 Orionis.